# Бреге (посёлок в Германии)

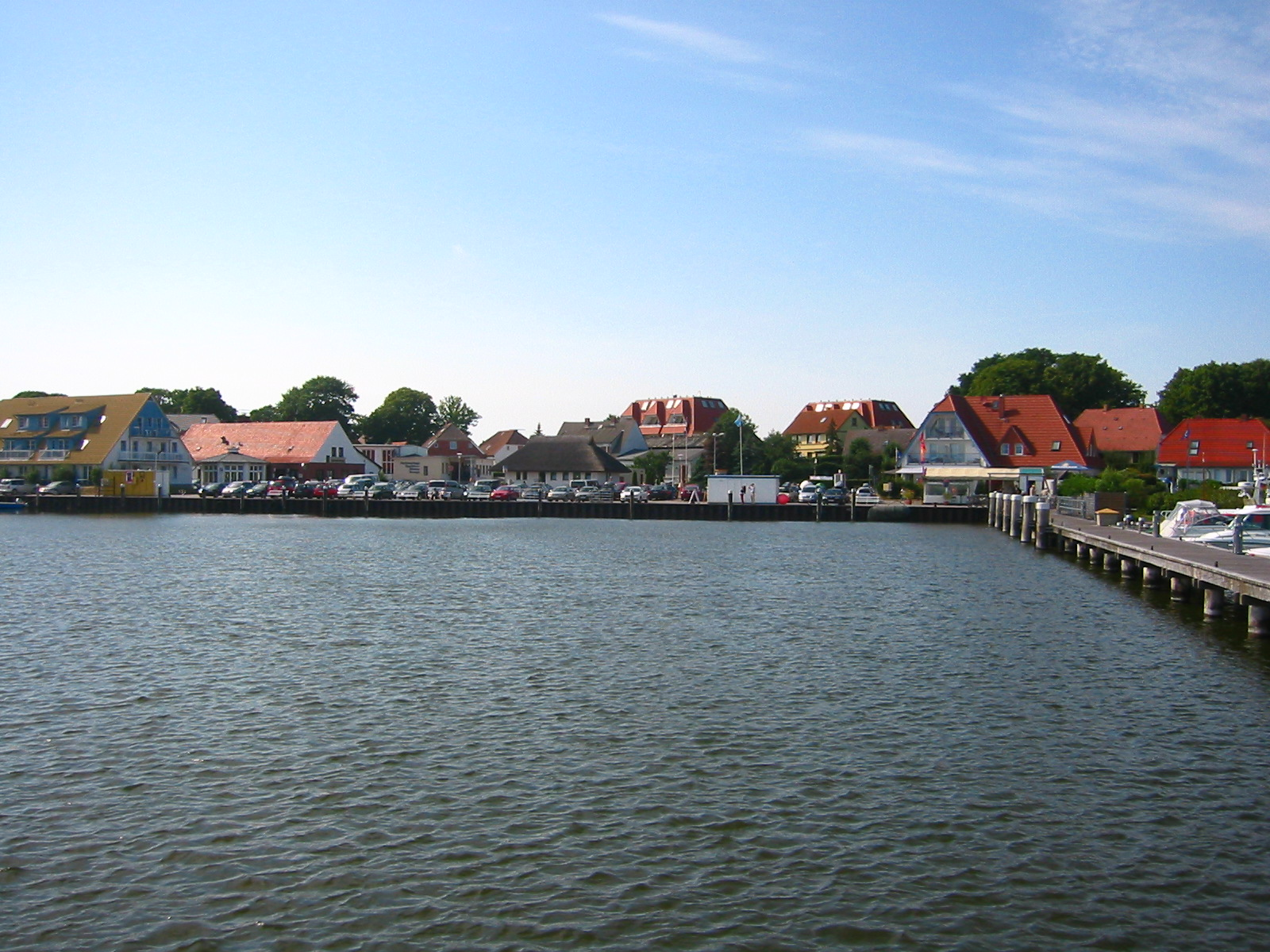
Breege

Бреге (нем. Breege) — коммуна в Германии, в земле Мекленбург-Передняя Померания.
Входит в состав района Рюген. Подчиняется управлению Норд-Рюген. Население составляет 764 человек (2009); в 2003 г. — 807. Занимает площадь 15,99 км².